# Lacour (Tarn-et-Garonne)
Pour les articles homonymes, voir Lacour.
Lacour, aussi appelée Lacour-de-Visa, est une commune française située dans le nord-ouest du département de Tarn-et-Garonne, en région Occitanie.
Sur le plan historique et culturel, la commune est dans le Quercy Blanc, correspondant à la partie méridionale du Quercy, devant son nom à ses calcaires lacustres du Tertiaire.
Exposée à un climat océanique altéré, elle est drainée par la Séoune et par divers autres petits cours d'eau. La commune possède un patrimoine naturel remarquable composé de trois zones naturelles d'intérêt écologique, faunistique et floristique.
Lacour est une commune rurale qui compte 171 habitants en 2022, après avoir connu un pic de population de 1 006 habitants en 1821.  Ses habitants sont appelés les Lacouriens ou  Lacouriennes.

## Géographie

### Localisation
La commune est située dans le Quercy et plus précisément en Quercy blanc. Elle est limitrophe du département de Lot-et-Garonne.

### Communes limitrophes
Les communes limitrophes sont Beauville, Bourg-de-Visa, Fauroux, Montaigu-de-Quercy, Roquecor et Touffailles.
|                            | Roquecor      | Montaigu-de-Quercy |
| Beauville (Lot-et-Garonne) | Lacour        | Touffailles        |
|                            | Bourg-de-Visa | Fauroux            |

### Hydrographie

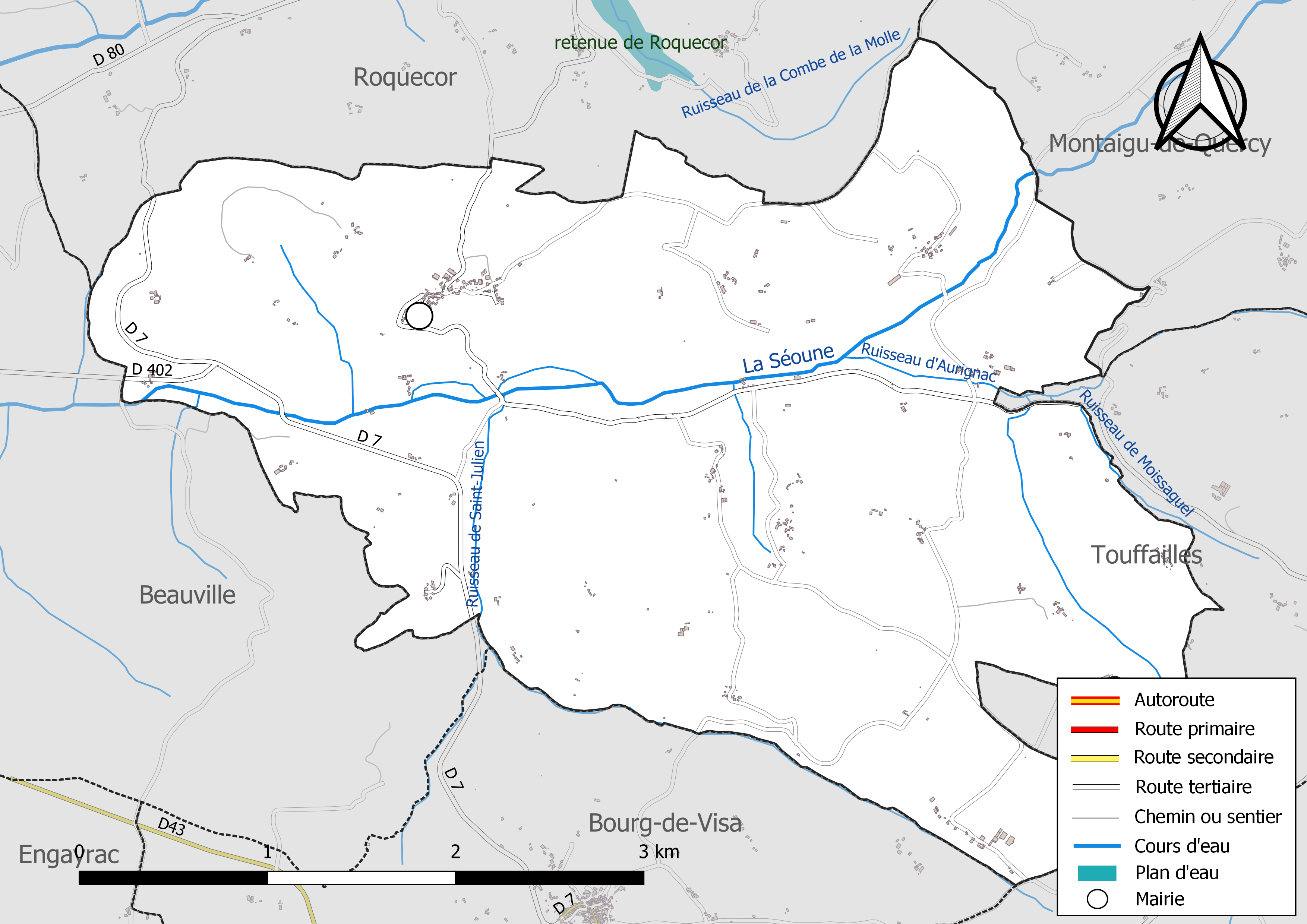
Réseaux hydrographique et routier de Lacour.

La commune est dans le bassin versant de la Garonne, au sein du bassin hydrographique Adour-Garonne. Elle est drainée par la Séoune, un bras de la Séoune, le ruisseau d'Aurignac, le ruisseau de Moissaguel, le ruisseau de Saint-Julien et par divers petits cours d'eau, constituant un réseau hydrographique de 14 km de longueur totale,.
La Séoune homonyme, d'une longueur totale de 64,9 km, prend sa source dans la commune de Sauzet et s'écoule du nord-est au sud-ouest. Elle traverse la commune et se jette dans la Garonne à Sauveterre-Saint-Denis, après avoir traversé 24 communes.
Mais ici à Lacour, il s’agit du ruisseau de Montsembosc, qu’on appelle improprement Séoune sur la commune de Lacour puis la commune de Beauville, où il se jette dans la petite Séoune.

### Climat
Pour des articles plus généraux, voir Climat de l'Occitanie et Climat de Tarn-et-Garonne.
En 2010, le climat de la commune est de type climat océanique dégradé des plaines du Centre et du Nord, selon une étude du Centre national de la recherche scientifique s'appuyant sur une série de données couvrant la période 1971-2000. En 2020, Météo-France publie une typologie des climats de la France métropolitaine dans laquelle la commune est exposée à un climat océanique altéré et est dans la région climatique Aquitaine, Gascogne, caractérisée par une pluviométrie abondante au printemps, modérée en automne, un faible ensoleillement au printemps, un été chaud (19,5 °C), des vents faibles, des brouillards fréquents en automne et en hiver et des orages fréquents en été (15 à 20 jours).
Pour la période 1971-2000, la température annuelle moyenne est de 12,9 °C, avec une amplitude thermique annuelle de 15,3 °C. Le cumul annuel moyen de précipitations est de 815 mm, avec 11 jours de précipitations en janvier et 6,3 jours en juillet. Pour la période 1991-2020, la température moyenne annuelle observée sur la station météorologique de Météo-France la plus proche, « Laroque-timbaut », sur la commune de Laroque-Timbaut à 15 km à vol d'oiseau, est de 14,0 °C et le cumul annuel moyen de précipitations est de 821,7 mm. 
La température maximale relevée sur cette station est de 41,6 °C, atteinte le 23 août 2023 ; la température minimale est de −14 °C, atteinte le 9 février 2012,,.
Les paramètres climatiques de la commune ont été estimés pour le milieu du siècle (2041-2070) selon différents scénarios d'émission de gaz à effet de serre à partir des nouvelles projections climatiques de référence DRIAS-2020. Ils sont consultables sur un site dédié publié par Météo-France en novembre 2022.

### Milieux naturels et biodiversité

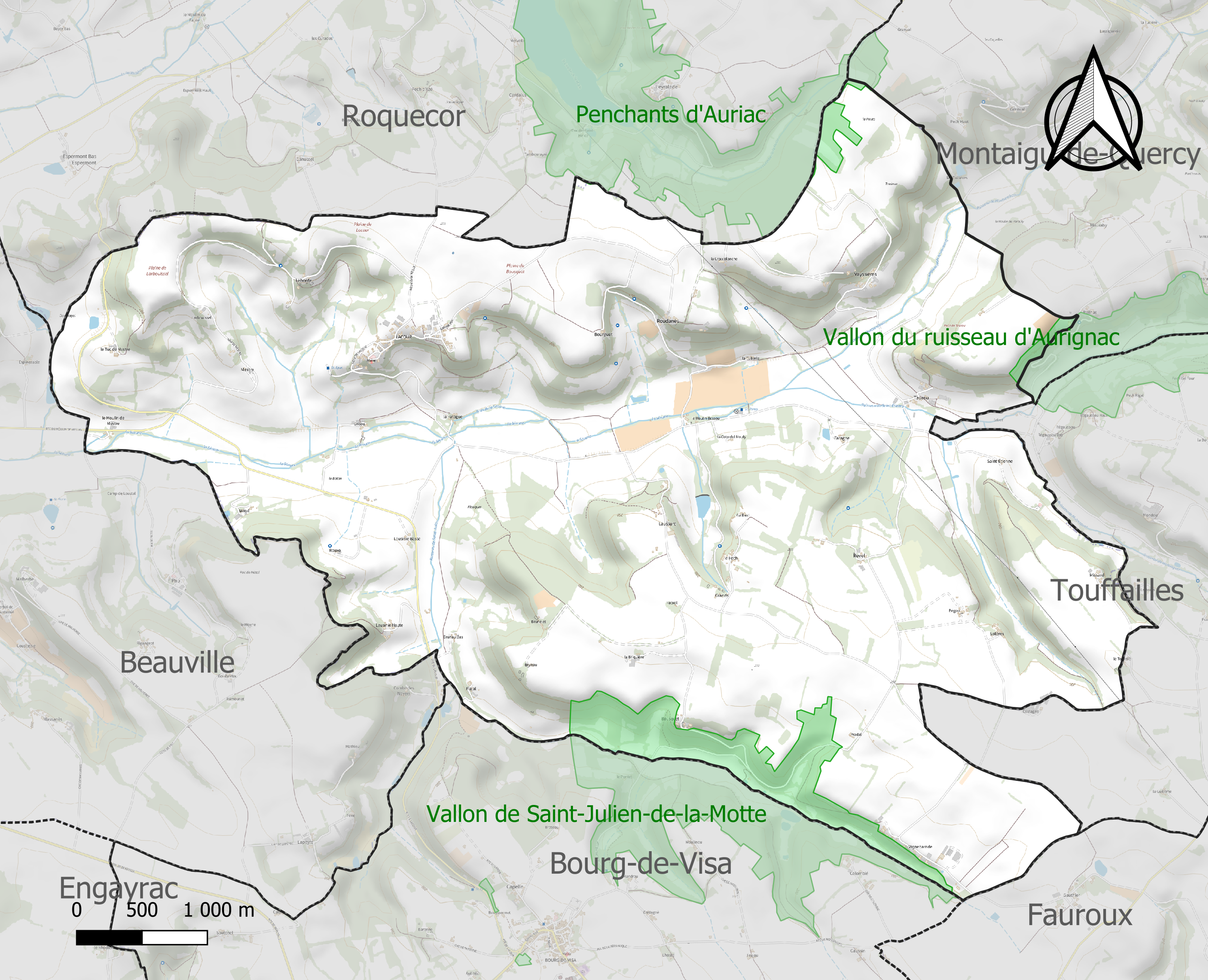
Carte des ZNIEFF de type 1 localisées sur la commune.

L’inventaire des zones naturelles d'intérêt écologique, faunistique et floristique (ZNIEFF) a pour objectif de réaliser une couverture des zones les plus intéressantes sur le plan écologique, essentiellement dans la perspective d’améliorer la connaissance du patrimoine naturel national et de fournir aux différents décideurs un outil d’aide à la prise en compte de l’environnement dans l’aménagement du territoire.
Trois ZNIEFF de type 1 sont recensées sur la commune :
- les « Penchants d'Auriac » (481 ha), couvrant 3 communes du département[13] ;
- le « vallon de Saint-Julien-de-la-Motte » (119 ha), couvrant 2 communes du département[14] ;
- le « vallon du ruisseau d'Aurignac » (216 ha), couvrant 3 communes du département[15] ;

## Urbanisme

### Typologie
Au 1er janvier 2024, Lacour est catégorisée commune rurale à habitat très dispersé, selon la nouvelle grille communale de densité à sept niveaux définie par l'Insee en 2022.
Elle est située hors unité urbaine et hors attraction des villes,.

### Occupation des sols
L'occupation des sols de la commune, telle qu'elle ressort de la base de données européenne d’occupation biophysique des sols Corine Land Cover (CLC), est marquée par l'importance des territoires agricoles (84,9 % en 2018), une proportion identique à celle de 1990 (84,9 %). La répartition détaillée en 2018 est la suivante : 
zones agricoles hétérogènes (62,1 %), forêts (15,1 %), prairies (12,9 %), terres arables (9,8 %). L'évolution de l’occupation des sols de la commune et de ses infrastructures peut être observée sur les différentes représentations cartographiques du territoire : la carte de Cassini (XVIIIe siècle), la carte d'état-major (1820-1866) et les cartes ou photos aériennes de l'IGN pour la période actuelle (1950 à aujourd'hui).

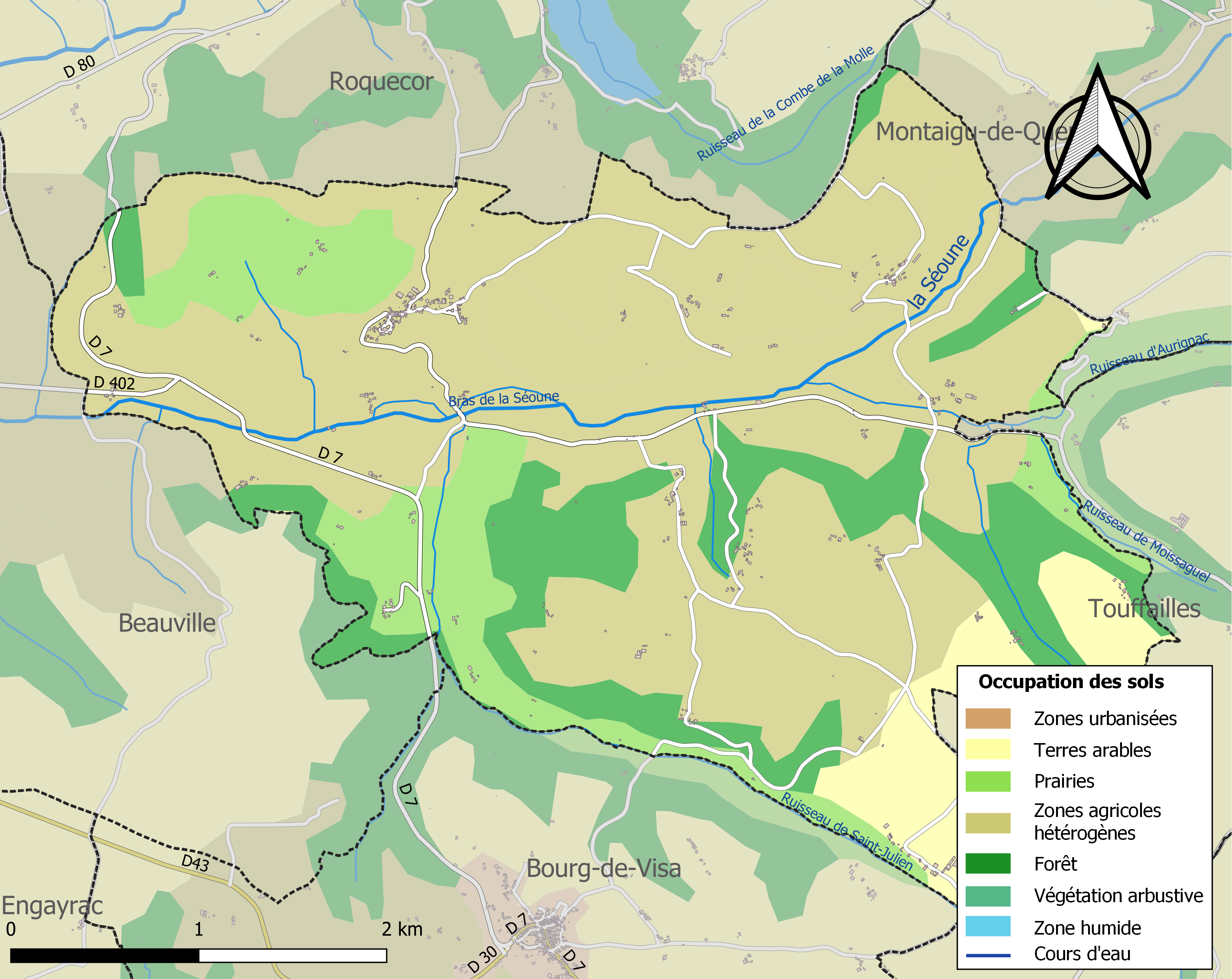
Carte des infrastructures et de l'occupation des sols de la commune en 2018 (CLC).

### Risques majeurs
Le territoire de la commune de Lacour est vulnérable à différents aléas naturels : météorologiques (tempête, orage, neige, grand froid, canicule ou sécheresse), inondations, mouvements de terrains et séisme (sismicité très faible). Il est également exposé à un risque technologique,  le transport de matières dangereuses. Un site publié par le BRGM permet d'évaluer simplement et rapidement les risques d'un bien localisé soit par son adresse soit par le numéro de sa parcelle.

#### Risques naturels
Certaines parties du territoire communal sont susceptibles d’être affectées par le risque d’inondation par débordement de cours d'eau, notamment la Séoune. La cartographie des zones inondables en ex-Midi-Pyrénées réalisée dans le cadre du XIe Contrat de plan État-région, visant à informer les citoyens et les décideurs sur le risque d’inondation, est accessible sur le site de la DREAL Occitanie. La commune a été reconnue en état de catastrophe naturelle au titre des dommages causés par les inondations et coulées de boue survenues en 1982, 1999 et 2007,.
Lacour est exposée au risque de feu de forêt. Le département de Tarn-et-Garonne présentant toutefois globalement un niveau d’aléa moyen à faible très localisé, aucun Plan départemental de protection des forêts contre les risques d’incendie de forêt (PFCIF) n'a été élaboré. Le débroussaillement aux abords des maisons constitue l’une des meilleures protections pour les particuliers contre le feu,.

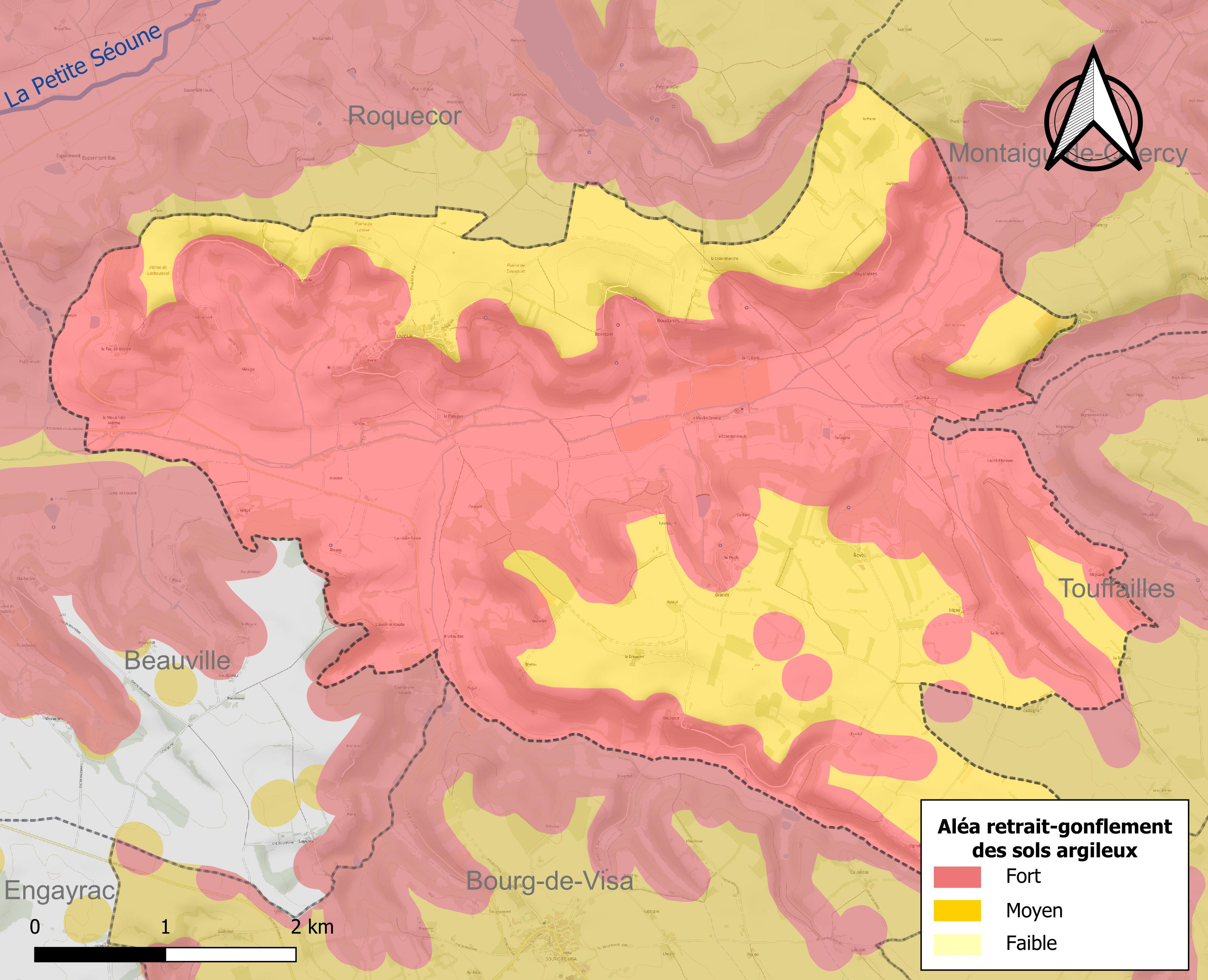
Carte des zones d'aléa retrait-gonflement des sols argileux de Lacour.

Les mouvements de terrains susceptibles de se produire sur la commune sont des tassements différentiels.
Le retrait-gonflement des sols argileux est susceptible d'engendrer des dommages importants aux bâtiments en cas d’alternance de périodes de sécheresse et de pluie. La totalité de la commune est en aléa moyen ou fort (92 % au niveau départemental et 48,5 % au niveau national). Sur les 147 bâtiments dénombrés sur la commune en 2019, 147 sont en aléa moyen ou fort, soit 100 %, à comparer aux 96 % au niveau départemental et 54 % au niveau national. Une cartographie de l'exposition du territoire national au retrait gonflement des sols argileux est disponible sur le site du BRGM,.
Par ailleurs, afin de mieux appréhender le risque d’affaissement de terrain, l'inventaire national des cavités souterraines permet de localiser celles situées sur la commune.
Concernant les mouvements de terrains, la commune a été reconnue en état de catastrophe naturelle au titre des dommages causés par la sécheresse en 2003 et 2011 et par des mouvements de terrain en 1999.

#### Risques technologiques
Le risque de transport de matières dangereuses sur la commune est lié à sa traversée par des infrastructures routières ou ferroviaires importantes ou la présence d'une canalisation de transport d'hydrocarbures. Un accident se produisant sur de telles infrastructures est susceptible d’avoir des effets graves sur les biens, les personnes ou l'environnement, selon la nature du matériau transporté. Des dispositions d’urbanisme peuvent être préconisées en conséquence.

## Histoire
Vers 1790, Saint-Julien, une paroisse faisant partie de l'archiprêtré de Opère et de Pujols dans le diocèse d'Agen sous l'Ancien Régime et devenue commune lors de la Révolution, est démantelée et partagée de part et d'autre de la Petite Séoune : la partie sud est intégrée à Lacour tandis que la partie nord est cédée à la commune de Roquecor.

## Politique et administration
| Période                                  | Période  | Identité         | Étiquette | Qualité |
| ---------------------------------------- | -------- | ---------------- | --------- | ------- |
| Les données manquantes sont à compléter. |          |                  |           |         |
| mars 2001                                | 2020     | Didier Lavergne  |           |         |
| 2020                                     | En cours | Francis Vialaret |           |         |

## Démographie
L'évolution du nombre d'habitants est connue à travers les recensements de la population effectués dans la commune depuis 1793. Pour les communes de moins de 10 000 habitants, une enquête de recensement portant sur toute la population est réalisée tous les cinq ans, les populations de référence des années intermédiaires étant quant à elles estimées par interpolation ou extrapolation. Pour la commune, le premier recensement exhaustif entrant dans le cadre du nouveau dispositif a été réalisé en 2006.

En 2022, la commune comptait 171 habitants, en évolution de −1,16 % par rapport à 2016 (Tarn-et-Garonne : +3,12 %, France hors Mayotte : +2,11 %).
| 1793 | 1800 | 1806 | 1821  | 1831 | 1836 | 1841 | 1846 | 1851 |
| ---- | ---- | ---- | ----- | ---- | ---- | ---- | ---- | ---- |
| 797  | 895  | 849  | 1 006 | 900  | 902  | 935  | 900  | 853  |

| 1856 | 1861 | 1866 | 1872 | 1876 | 1881 | 1886 | 1891 | 1896 |
| ---- | ---- | ---- | ---- | ---- | ---- | ---- | ---- | ---- |
| 801  | 769  | 738  | 672  | 635  | 552  | 566  | 541  | 523  |

| 1901 | 1906 | 1911 | 1921 | 1926 | 1931 | 1936 | 1946 | 1954 |
| ---- | ---- | ---- | ---- | ---- | ---- | ---- | ---- | ---- |
| 487  | 487  | 427  | 377  | 384  | 391  | 358  | 329  | 322  |

| 1962 | 1968 | 1975 | 1982 | 1990 | 1999 | 2006 | 2011 | 2016 |
| ---- | ---- | ---- | ---- | ---- | ---- | ---- | ---- | ---- |
| 287  | 248  | 227  | 180  | 210  | 182  | 186  | 179  | 173  |

| 2021 | 2022 | - | - | - | - | - | - | - |
| ---- | ---- | - | - | - | - | - | - | - |
| 170  | 171  | - | - | - | - | - | - | - |

## Économie

### Revenus
En 2018, la commune compte 87 ménages fiscaux, regroupant 185 personnes. La médiane du revenu disponible par unité de consommation est de 18 860 € (20 140 € dans le département).

### Emploi
|                | 2008  | 2013   | 2018   |
| -------------- | ----- | ------ | ------ |
| Commune        | 4,5 % | 12,7 % | 8,2 %  |
| Département    | 8,4 % | 10,2 % | 10,3 % |
| France entière | 8,3 % | 10 %   | 10 %   |

En 2018, la population âgée de 15 à 64 ans s'élève à 95 personnes, parmi lesquelles on compte 73,2 % d'actifs (64,9 % ayant un emploi et 8,2 % de chômeurs) et 26,8 % d'inactifs,. Depuis 2008, le taux de chômage communal (au sens du recensement) des 15-64 ans est inférieur à celui de la France et du département.
La commune est hors attraction des villes,. Elle compte 27 emplois en 2018, contre 39 en 2013 et 36 en 2008. Le nombre d'actifs ayant un emploi résidant dans la commune est de 64, soit un indicateur de concentration d'emploi de 41,9 % et un taux d'activité parmi les 15 ans ou plus de 46,8 %.
Sur ces 64 actifs de 15 ans ou plus ayant un emploi, 21 travaillent dans la commune, soit 32 % des habitants. Pour se rendre au travail, 76,9 % des habitants utilisent un véhicule personnel ou de fonction à quatre roues, 7,7 % s'y rendent en deux-roues, à vélo ou à pied et 15,4 % n'ont pas besoin de transport (travail au domicile).

### Activités hors agriculture
Neuf établissements sont implantés  à Lacour au 31 décembre 2019. Le secteur des activités spécialisées, scientifiques et techniques et des activités de services administratifs et de soutien est prépondérant sur la commune puisqu'il représente 22,2 % du nombre total d'établissements de la commune (2 sur les 9 entreprises implantées à Lacour), contre 14,1 % au niveau départemental.

### Agriculture
La commune est dans le pays de Serres, une petite région agricole située dans le nord-ouest du département de Tarn-et-Garonne. En 2020, l'orientation technico-économique de l'agriculture  sur la commune est la polyculture et/ou le polyélevage. 
|               | 1988 | 2000  | 2010 | 2020 |
| ------------- | ---- | ----- | ---- | ---- |
| Exploitations | 31   | 25    | 17   | 13   |
| SAU (ha)      | 986  | 1 026 | 874  | 730  |

Le nombre d'exploitations agricoles en activité et ayant leur siège dans la commune est passé de 31 lors du recensement agricole de 1988  à 25 en 2000 puis à 17 en 2010 et enfin à 13 en 2020, soit une baisse de 58 % en 32 ans. Le même mouvement est observé à l'échelle du département qui a perdu pendant cette période 57 % de ses exploitations,. La surface agricole utilisée sur la commune a également diminué, passant de 986 ha en 1988 à 730 ha en 2020. Parallèlement la surface agricole utilisée moyenne par exploitation a augmenté, passant de 32 à 56 ha.

## Culture locale et patrimoine

### Lieux et monuments
La commune contient trois monuments à l'inventaire des monuments historiques et dix-neuf répertoriés à l'inventaire général du patrimoine culturel :
- Église Notre-Dame de Lacour, de style roman. L'église a été classé au titre des monuments historiques en 1932[37]. Le cimetière et sa clôture ont été classés au titre des monuments historiques en 1941[37] ;
- L'ancienne église Saint-Étienne de Castanède, de style roman. L'édifice a été inscrit au titre des monuments historiques en 1971[38];
- Chapelle Saint-Julien de la Motte, de style roman. L'édifice a été inscrit au titre des monuments historiques en 1971[39].
- Église Saint-Cyrice de Lacour. Vestiges. L'édifice est référencé dans la base Mérimée et à l'Inventaire général Région Occitanie[40].

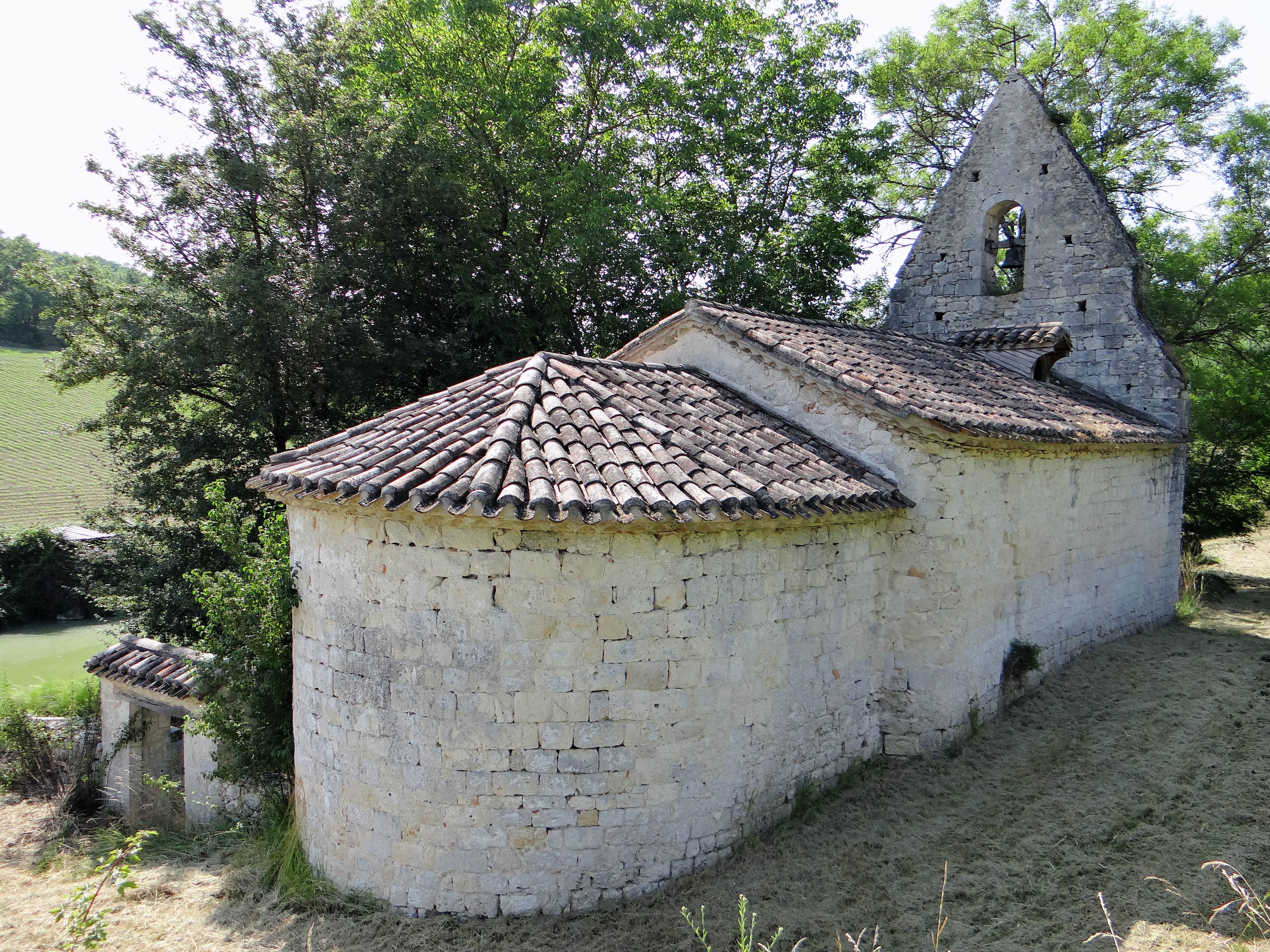
Chapelle Saint-Julien de la Motte
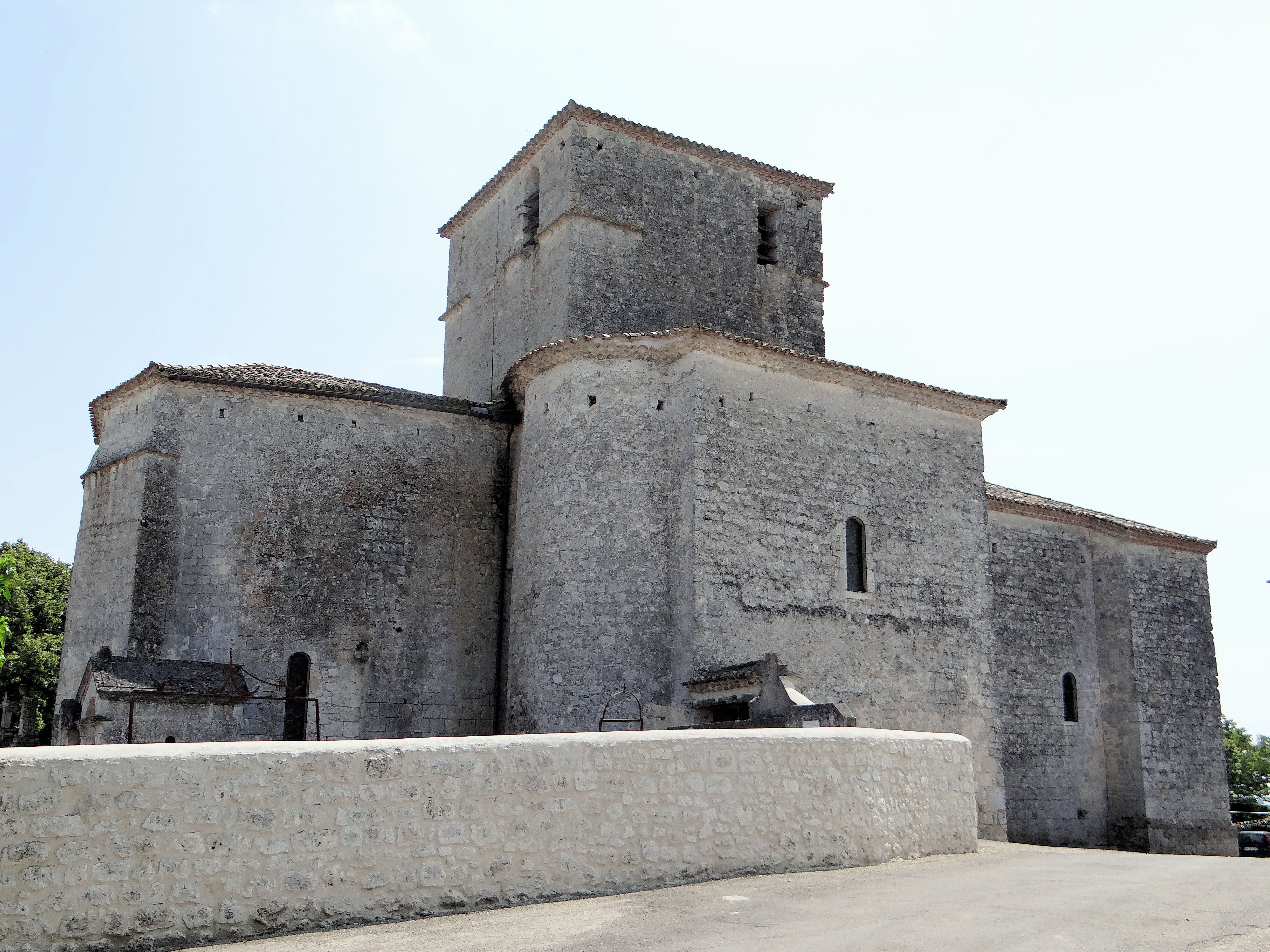
Église Notre-Dame de Lacour
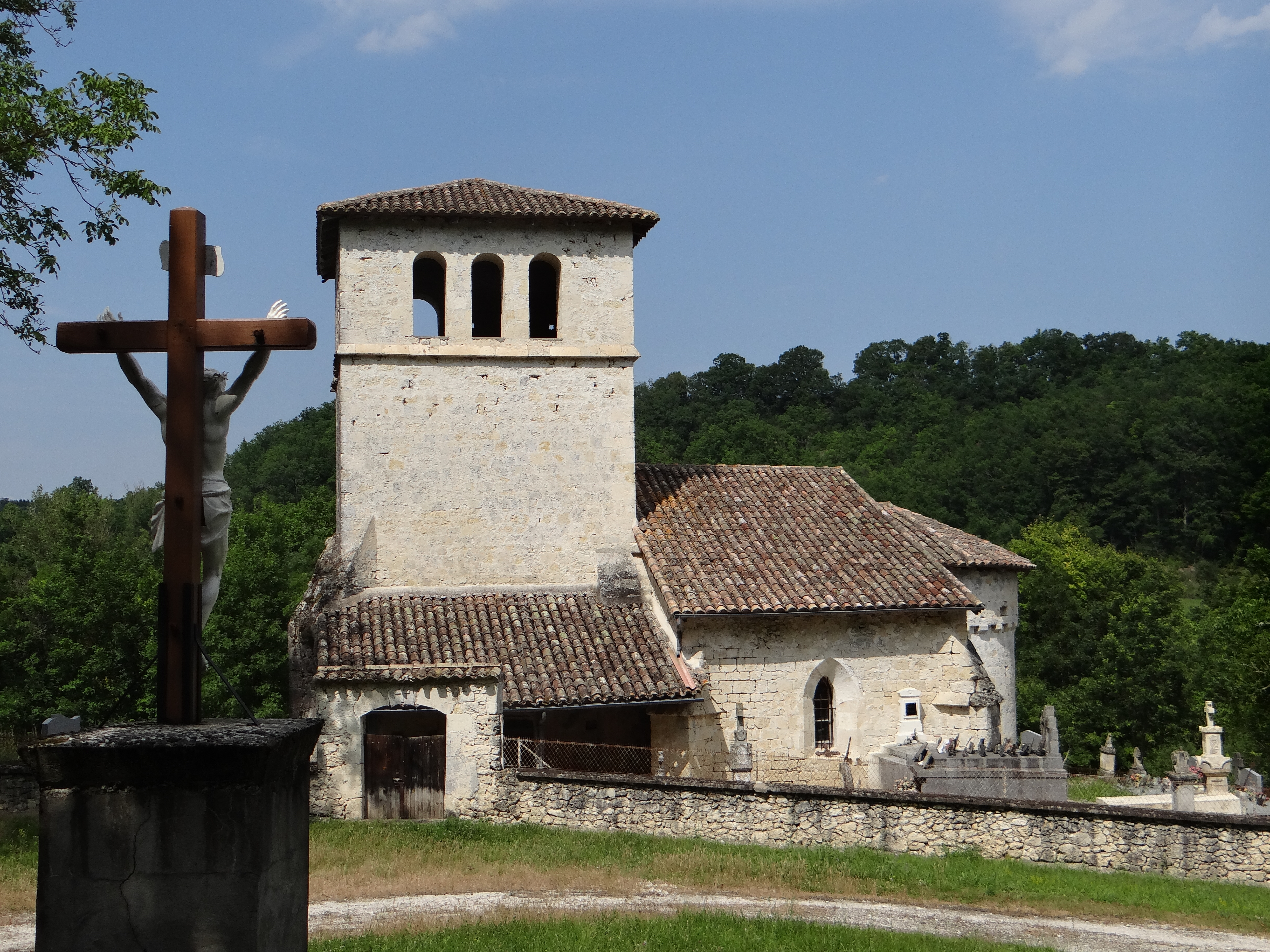
Église Saint-Étienne de Castanède

## Pour approfondir